# Rudolf Masárek
Rudolf Masárek (10. září 1913 Praha – úředně 2. srpna 1943 Vyhlazovací tábor Treblinka) byl podnikatel smíšeného česko-židovského původu a účastník protinacistického povstání ve vyhlazovacím táboře Treblinka.

## Život

### Před druhou světovou válkou
Rudolf Masárek se narodil 10. září 1913 v Praze v rodině majitele módního salónu Mořice Masárka a jeho ženy Idy. Rodina byla velmi dobře situovaná a tak se mohl vést život tzv. zlaté mládeže. Měl rád tenis, plavání, šerm, rychlé automobily, léto trávil na Francouzské Riviéře. Během prezenční vojenské služby absolvoval školu pro důstojníky v záloze a ukončil ji v hodnosti nadporučíka. V roce 1931 zdědil po smrti otce oděvní firmu Egerer & Masárek.

### Druhá světová válka
Po německé okupaci v březnu 1939 byl Rudolf Masárek nacistickou mocí zařazen mezi židovské míšence (ne prvního stupně), i když jeho židovský původ je sporný. Byl mu zkonfiskován majetek. V roce 1941 se oženil s židovskou dívkou Giselou z Vídně, se kterou se sblížil již v roce 1938, a to přesto, že tento svazek nařízení vlády Protektorátu Čechy a Morava nedovolovalo. Po nařízení zastupujícího říšského protektora Reinharda Heydricha z roku 1941 o povinnosti Židů nosit označení ve tvaru žluté hvězdy jej začal nosit též, na druhou stranu se snažil význam svého židovství umenšovat, mj. se dochovalo jeho hlášení na policii, že ztratil osvědčení o svém vystoupení z židovské církve z roku 1921. Důvodem byla zejména snaha ochránit svou ženu. Přes veškerou snahu ale dostala v srpnu 1942 předvolání do transportu do terezínského ghetta a následně v říjnu téhož roku do vyhlazovacího tábora Treblinka. V té době již byla Gisela Masárková těhotná. Rudolf Masárek dobrovolně do obou transportů nastoupil též. Po příjezdu do Treblinky byl při selekci Rudolf Masárek zařazen do pracovního oddílu a určen ke třídění šatstva. Svou roli v tom mohla hrát jeho urostlá postava, blond vlasy, modré oči a celkově elegantní vzhled, stejně tak i příjmení podobné prezidentu Tomáši Garrigue Masarykovi, které věznitele mátlo. Jeho manželka i s nenarozeným dítětem byla od něj oddělena a záhy zavražděna v plynové komoře. Rudolf Masárek se pokusil spáchat sebevraždu, ale přežil. Svým vzezřením zaujal zastupujícího velitele tábora Kurta Franze, který mu začal svěřovat do péče svého psa jinak cvičeného k útokům na vězně, následně byl pověřen dozorem nad všemi zvířaty chovanými v táboře.

#### Povstání v Treblince
V roce 1943 začali treblinští vězni připravovat ozbrojené povstání proti svým věznitelům a protože měl Rudolf Masárek za sebou vojenský výcvik, stal se jednou z jeho důležitých postav. Jeho úkolem byla likvidace Kurta Franze a jeho psa, což se nezdařilo z důvodu Franzovy nepřítomnosti v době vypuknutí povstání. To začalo 2. srpna 1943. Podle svědectví Richarda Glazara, kterému se podařilo uprchnout, bránil Rudolf Masárek ze střechy kulometem dobytý podtábor Treblinka II, podle svědectví Chila Rajchmana uprchl, ale jeho další osudy jsou neznámé. Po válce byl úředně prohlášen za zemřelého 2. srpna 1943.